# 항 사이
항 사이(澳門恆勢體育會)는 마카오의 축구단이다. 현재 리가 드 일리트에 참가하고 있다.